# 梁鳳儀 (企業家)
梁鳳儀博士（英語：Anita Leung Fung-yee，1949年1月17日—），香港企業家，勤＋緣媒體服務公司創辦人，长篇小说作家。小說多数以香港風雲變幻的商界為背景，鼓勵女性自立奮鬥，並將財經和經營管理知識融於其中。在1998年，她已出版了100部文學作品，在中國大陸非常流行。不過她自認：“我其實是個商人。”
梁鳳儀先後有兩段婚姻，第一任丈夫為香港粵音專家何文匯，第二任丈夫為香港立法會議員黃宜弘。她於全國政協十一屆常委會第十一次會議獲增補為全國政協委員。

## 背景
梁鳳儀是家中獨女，生於一個小康家庭。父親梁卓和母親謝惠芳在戰後來到香港，而梁卓本任職於銀行。梁鳳儀12歲時因父親生意失敗而經歷家道中落，自小就讀寶血小學（1960年小六）與寶血女子中學（1965年中五，1966年中六（第一屆預科））。1966年考入香港中文大學歷史系。畢業後在研究院進修碩士學位。1972年僑居英國倫敦兩年，以半工讀身份在倫敦大學當圖書館助理，同時與何文匯進修。圖書館學肄業後在1974年赴美國威斯康辛大學，在维珍尼亞州一家中國餐館身兼數職。1975年返港受聘佳藝電視任編劇，1977年於香港成立了碧利菲傭公司，引入菲律賓傭工。碧利菲傭公司是香港史上第一間菲傭介紹公司，當時是一個創舉。數年後加入新鴻基地產任公關廣告部主管，1983年任跨國公關公司奧美高級顧問，穿梭加港兩地。1985年加入香港聯合交易所國際事務部任首選負責人，同年在明報撰寫“勤＋緣”專欄。1988年當任黃宜弘家族旗下《永固紙業》的一名董事。1989年梁鳳儀正式推出自己的第一部小說《盡在不言中》，從此走上了“財經小說”的創作路，隨後出版多本小說，在當時有一股梁旋風，1995年底成立了勤＋緣媒體服務，進行電視節目製作、公關、廣告三線發展。2004年6月30日勤＋緣媒體服務公司在香港聯合交易所上市，公司發行股票1億股，集資凈額約1.08億，成為首家在香港主板上市的電視劇經營策劃公司。“勤+缘”出版社曾经一度一跃成为香港3家营业额最高的出版社之一。
2018年2月23日土地註冊處資料顯示梁鳳儀以9,310.1萬元成交，每呎45,482元，創下該廈成交金額及呎價新高紀錄，購入Kensington Hill35至36樓的B室複式，實用面積2,047方呎，連有214方呎天台及平台。

## 事件
2020年，香港證監會入稟控告梁鳳儀涉嫌捏造虛構交易，挪用勤＋緣媒體服務7,000萬港元。2023年，香港證監會接獲舉報，梁鳳儀計劃出售上海和香港的物業後永久離開香港，移居加拿大。香港高等法院批出禁制令，梁鳳儀出售物業須通知證監會。

## 建築物
原崇基學院教職員宿舍D座及G座，於2018年拆卸重建成兩座學生發展綜合大樓。其後，項目獲崇基校友梁鳳儀捐款贊助興建，高座大樓命名為梁鳳儀樓。該大樓為崇基學院的學生提供舉辦活動的設施，另外為崇基教職員及訪客（如訪問學者、藝術家等）提供住宿空間。
2013年，寶血女子中學新翼禮堂命名為「梁鳳儀堂」，以感謝梁博士捐贈。

## 作品
- 昨夜长风
- 洒金笺
- 裸情恨
- 花魁劫
- 千堆雪
- 醉红尘
- 当时已惘然
- 红尘无泪
- 信是有缘
- 情霸天下
- 风云变
- 我心换你心
- 世纪末的童话
- 金融大风暴
- 激情三百日
- 飞越沧桑
- 日落紫禁城
- 冲上九重天
- 又见深秋
- 心涛
- 归航之沧波万里风
- 西风逐晚霞
- 深情似往时
- 篱下的岁月

## 外部連線
- 梁鳳儀人物名片 （页面存档备份，存于）
- 勤+緣媒體服務有限公司 YAHOO.COM.HK (2366.HK)
- 勤＋緣媒體服務 HKEX 股份代號：02366[永久]